# Medved (priimek)
Medved je priimek v Sloveniji in tujini. V Sloveniji je 32. najbolj pogost priimek, ki ga je po podatkih Statističnega urada Republike Slovenije na dan 31. decembra 2007 uporabljalo 2.299 oseb, na dan 1. januarja 2010 pa 2.278 oseb.

## Znani slovenski nosilci priimka
- Alenka Hren Medved, zgodovinarka
- Andrej Medved (*1947), pesnik, filozof in umetnostni zgodovinar, publicist, prevajalec, esejist
- Anja Medved (*1969), filmska režiserka, scenaristka, videastka
- Anton Medved (1862—1925), duhovnik, govornik, pisatelj, publicist
- Anton Medved (1869—1910), duhovnik, pesnik in dramatik
- Anton Medved (?—1984), šolnik, gimn. ravnatelj
- Anton Medved (*1959), predsednik Sindikata kmetov Slovenije
- Branko Medved - Medo (*1956), elektronik, računalničar, inovator
- Cirila Medved-Škerlj (1893—1968), operna in koncertna pevka, gledališka igralka, pedagoginja
- Drago Medved (1947—2016), novinar, publicist, pisatelj, pesnik, slikar
- Dušan Medved, arhitekt
- Felicita Medved, geografinja, raziskovalka migracij in državljanstva
- Igor Medved (*1981), smučarski skakalec
- Ivan Medved (*1962), glasbenik (godbenik, dirigent...)
- Ivo Medved (1902—1974), arhitekt, publicist
- Jakob Medved (1926—1978), geograf, kartograf, toponomastik, metodik
- Jernej Medved (1799—1857), leksikograf in nabožni pisec
- Josip Medved, trgovec
- Jože Medved (1938—2007), humanitarni delavec
- Jožef Medved (*1950/1965?), strojnik, termodinamik (drug=metalurg?)
- Jurij Medved (1908—1995), gradbenik, železniški projektant
- Karla Medved (1937—2014), medicinska sestra
- Klemen Medved (*1988), nogometaš
- Ksenija Medved (*1968), knjižničarka, mladinska pesnica, pisateljica...
- Lilijana Medved (*1957), etnologinja, konservatorka
- Martin Medved (1864—?), učitelj
- Matej Medved (1796—1865), gradbenik
- Matija Medved (*1990), ilustrator
- Mia Medved, veslačica
- Milan Medved (*1960), rudarski strokovnjak in gospodarstvenik
- Mira Medved (1920—2008), slovenistka, literarna zgodovinarka, prof. PA/Mb
- Miran Medved, kemik
- Nina Medved, pesnica
- Mirko Medved, gozdarski strokovnjak, direktor Gozdarskega inštituta
- Miro Medved, podjetnik, častni konzul v ZDA
- Roman Medved, predsednik društva za razvoj slovenskega podeželja
- Rudi Medved (*1959), radijski novinar, urednik, pesnik, politik
- Samo Medved (*1962), lokostrelec
- Samo Peter Medved (*1965), gradbenik, dr., podžupan Maribora
- Sašo Medved (*1957), strojnik, univ. prof.
- Stane Medved (1903—1982), šolnik
- Tomi Medved, elektroenergetik (Inovacijsko-razvojni inštitut Univerze v Ljubljani)
- Zoran Medved (*1960), novinar, urednik (TV)
- Žan Medved (*1999), nogometaš

## Znani tuji nosilci priimka
- Albert Medved (~1100—1170), mejni grof v Brandenburgu
- Aleksander Vasiljevič Medved (*1937), ruski rokoborec
- Josip Medved (1859—1932), hrvaški šolnik, surdopegadog in muzealec
- Niko Medved (*1973), ameriški košarkarski trener
- Oleksandr Medved (*1996), ukrajinski nogometaš
- Radovan Medved (1926—2010), hrvaški športni zdravnik, kineziolog, prof., športni delavec, dopisni član JAZU
- Tomáš Medved (*1973), slovaški nogometaš
- Tomo Medved, hrvaški politik
- glej tudi priimke Medvedjev, Medvedović, Međedović, Medvedič, Medvedčuk, Medović ...